# نعف

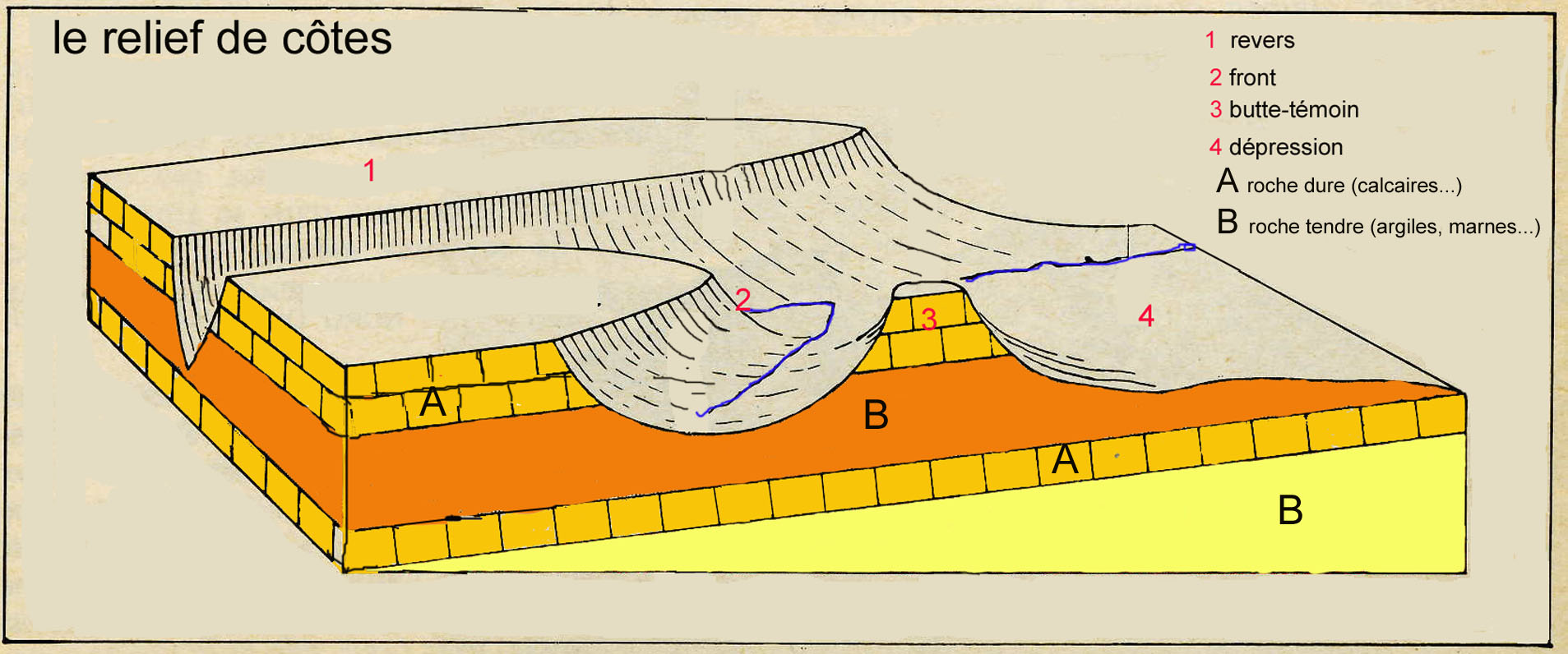
النجد.

النَّعْف أو الكويستة أو الحادر الهادر أو الجال أو الكويستا أو النجد هو تضريسٌ يكون منحدرًا من نوع خاص حيث تكون فيه الطبقات الصخرية قليلة الميل أي من 5 درجات إلى حوالي 12 درجة. أما العناصر التي تكون هذا الشكل التضاريسي فهي كالتالي:

## الظهر

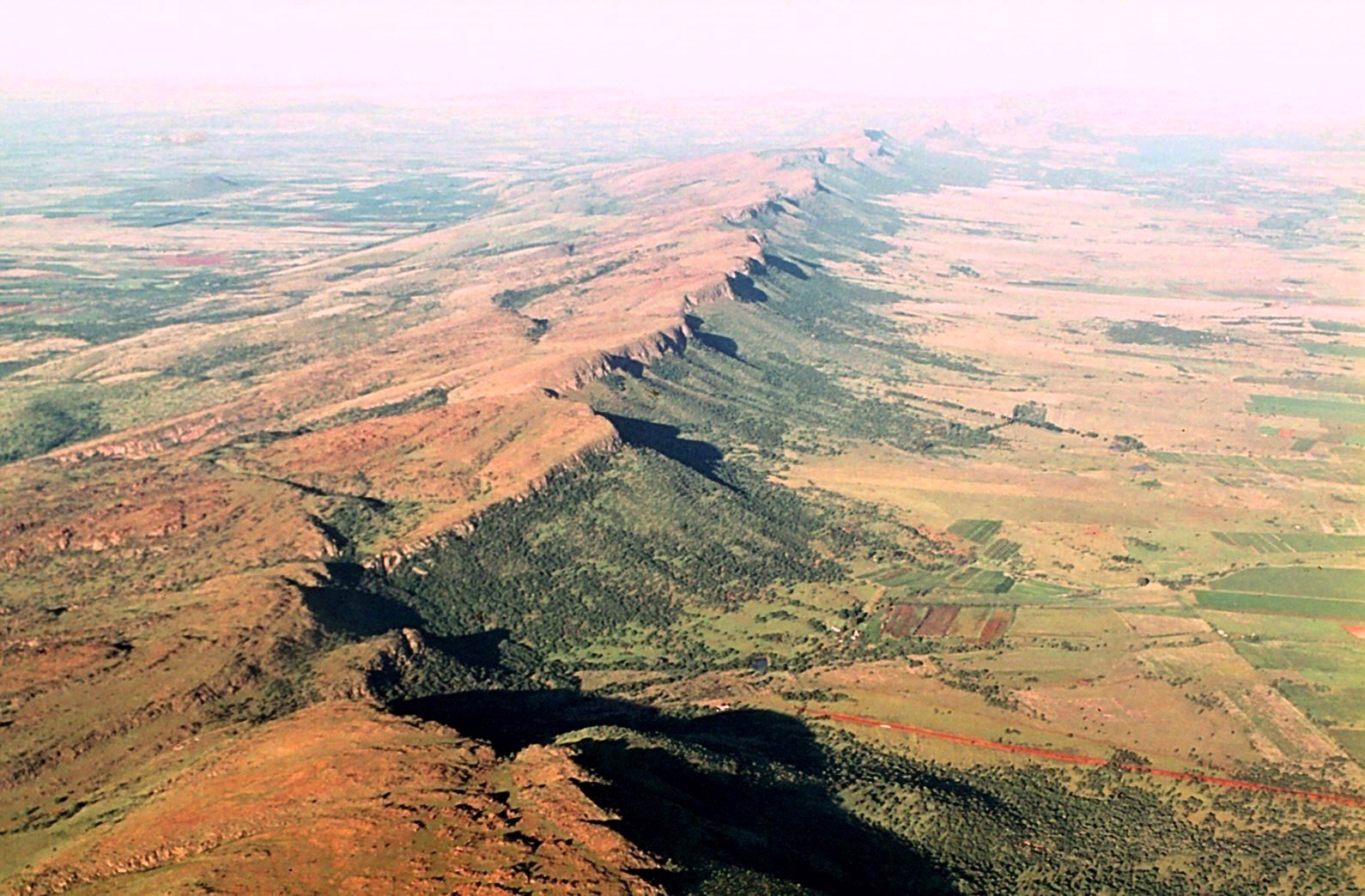
تضاريس النجد بإحدى المناطق.

وهو هضبة تتكون من صخور صلبة ذات انحدار ضعيف (5درجات-12درجة).

## الجبهة
هي حافة ذات انحدار قوي ذو اتجاه معاكس لميل الطبقات الصخرية.

## المنخفض المرافق
يمثل السهل الذي يمتد عند قدم الجبهة و يتكون من صخور هشة.

## تل شاهد
تضريس ناتج عن عملية التعرية الانتقائية بتضاريس النجد.